# Cylichnina striata
Cylichnina striata är en snäckart som först beskrevs av Hutton 1873.  Cylichnina striata ingår i släktet Cylichnina och familjen Retusidae. Inga underarter finns listade i Catalogue of Life.